# Erik Sköld (konservator)

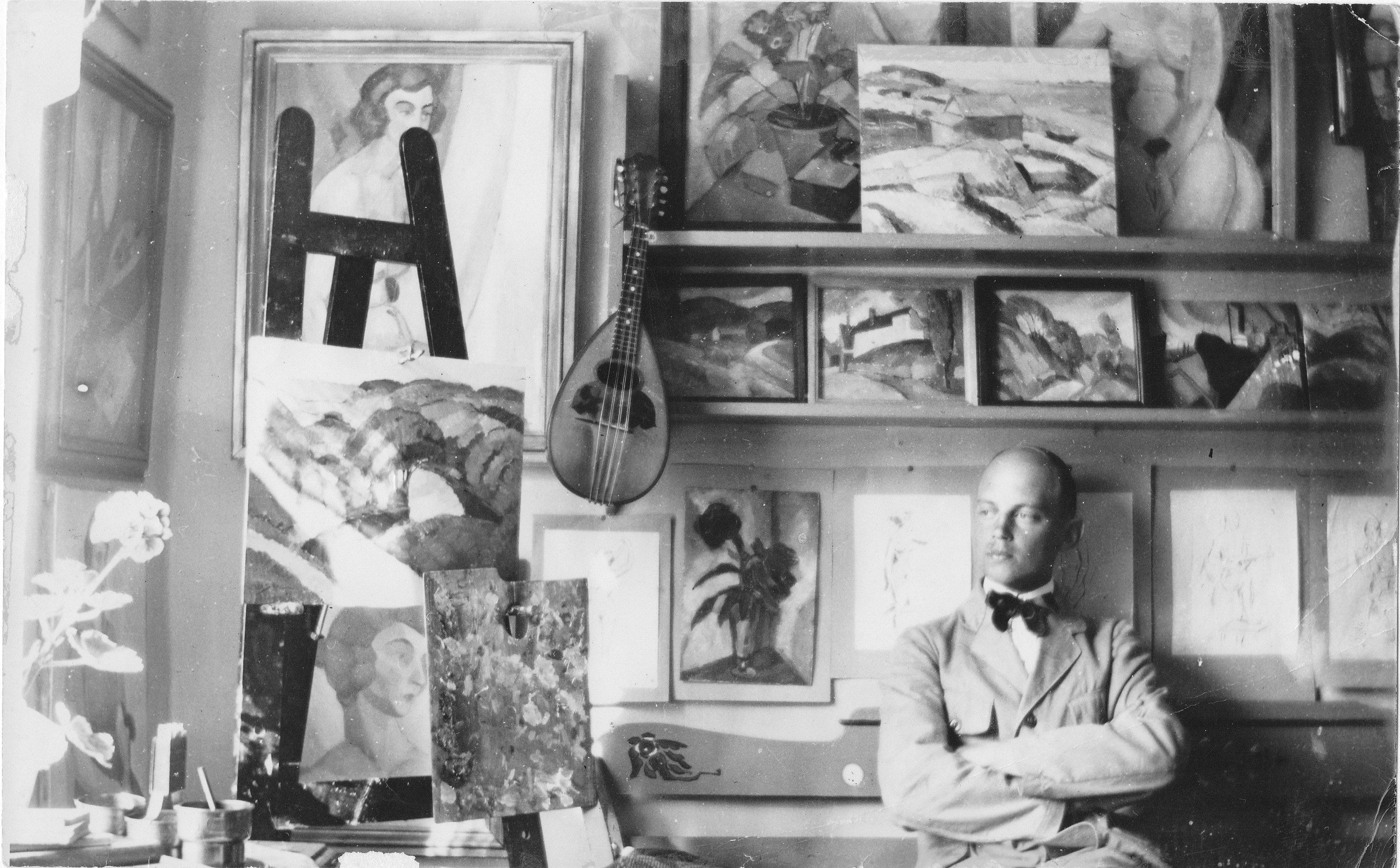
Erik Sköld omkring 1920

Erik Waldemar Sköld, född 8 september 1895 i Halmstad, död 19 juni 1965 Sankt Nikolai församling, Halmstad , var en svensk målare och konservator. 

## Biografi
Sköld studerade vid Halmstads tekniska aftonskola 1911–1915 samtidigt praktiserade han som yrkesmålare för sin far. På lediga stunder målade han romantiska skildringar från Halmstads gatuliv, hans målningar uppmärksammades och han rekommenderades att utbilda sig till konstnär. Han studerade konst för Carl Ryd och Tor Bjurström vid Valands konstskola i Göteborg 1919–1921 och vid Högre konstindustriella skolan i Stockholm 1922. Han var därefter verksam som dekorations- och stafflimålare i Göteborg fram till 1926. Han genomgick konservatorsutbildning hos Alfred Nilsson i Stockholm 1927–1929. Efter utbildningen specialiserade han sig på konservering av äldre kyrklig och profan konst. Till hans större arbeten som konservator räknas konserveringen av Hedareds stavkyrka i Västergötland samt några nya dekorativa målningar i andra kyrkor. 
Sköld var medlem i konstnärsgruppen Hallandsringen tillsammans med bland andra Arvid Carlsson och Edvin Öhrström. Denna grupp bildades 1934 för att ta upp konkurrensen med Halmstadgruppen. Hallandsringens konst betecknades av dåtiden som naturalism, realism eller klassicism.
Sköld hämtade framförallt motiven för sin konst från det sydhalländska landskapet men målade även modellstudier och stilleben. Under de 35 år Erik Sköld verkade som konservator utförde han konserveringsarbeten i ett 50-tal svenska kyrkor.
Han är representerad i bland andra Hallands konstmuseum, Hallands Konstförenings och Hallands landstings samlingar, Stadsbiblioteken i Halmstad och Varberg, Karolinska universitetssjukhuset i Solna samt i Teckningsmuseet i Laholm.
Sköld var son till målarmästaren Nils Peter Sköld och Paulina Jonsson. Han var gift med Ingeborg Carlsson. Dottern Märta var gift med Lennart Lundborg.

## Utställningar i urval
- Samlingsutställningar Göteborgsutställningen 1923 och Göteborgsutställningen 1929.
- Samlingsutställningar i Liljevalchs konsthall 1934 och 1939.
- Med Hallandsringen på Gummesons konsthall[2] 1945.
- Hallands konstförenings utställningar 1933-1949.
- Minnesutställning på Hallands museum samt Varbergs museum 1966.